# Ekron
Ekron (hebrejsko עֶקְרוֹן‬ ʿeqrōn), v helenističnem obdobju znan kot Akkaron, je bi eno od petih mest slavnega filistejskega pentapolisa v jugozahodnem Kanaanu.
Za Ekron so predlagali številne lokacije, med njimi Akir, Katra, Zikrin in Caesarea Maritima, po odkritju Ekronskega napisa leta 1996 pa so ga poistovetili z gričem Tel Mikne (hebrejsko) ali  Khirbet el-Muqanna (arabsko). Tel leži 35 km zahodno od Jeruzalema in 18 km severno os Tel es-Safija, ki je skoraj zagotovo istoveten s filistejskim Gatom.

## Zgodovina
Arheološko najdišče Ekron je bili naseljeno od začetka bakrene dobe do zgodnje bronaste dobe. Po 400 let dolgi vrzeli, v kateri je bil naseljen samo gornji del griča, se je mesto okoli leta 1600 pr. n. št. pod Kanaanci ponovno razširilo.  
Kanaansko mesto se je kasneje močno skrčilo. Sledil je propad bronaste dobe, povezan s splošnim uničenjem,  ki so ga 13. stoletju pr. n. št. povzročila Ljudstva z morja. Med temi dogajanji so bile požgane vse glavne javne zgradbe. 
Mesto so na začetku železne dobe okoli 12. stoletja pr. n. št.  ponovno ustanovili Filistejci. V železni dobi je bil Ekron obmejno mesto in predmet sporov med Filistejci in Judejskim kraljestvom. 
Ekron omenjajo tudi dokumenti  Novoasirskega cesarstva. Obleganje Ekrona leta 712 pr. n. št. je celo upodobljeno na stenskih reliefih v palači kralja Sargona II. v Horsabadu. Ekron se je uprl asirskemu kralju Sanheribu in izgnal njegovega guvernerja Padija, ki naj bi skrbel za varnost judejskega kralja Ezekiela in Jeruzalema. Sanherib se je zato odpravil na pohod proti Ekronu, Ekronci pa so na pomoč poklicali kralja Mukrija iz severozahodne Arabije. Sanherib je porazil arabsko vojsko, se obrnil proti Ekronu in ga v silovitem napadu  osvojil. Voditelje upora so usmrtili, upornike pa odpeljali v ujetništvo. Sledil je Sanheribov napad na Ezekiela in Jeruzalem, v katerem je Ezekiela prisilil, da je Padija priznal za guvernerja Ekrona. 
Ašdod in Ekron sta vojno preživela in v 7. stoletju pr. n. št. postala močni mestni državi. Ekron je leta 604 pr. n. št. uničil novobabilonski kralj Nebukadnezar II. Mesto se kljub temu, da je omenjeno v Prvi knjigi Makabejcev (2. stoletje pr. n. št.), ni več opomoglo in doseglo svoje nekdanje moči.

## Arheologija
V Ekronu so med arheološkimi izkopavanji odkrili veliko središče za proizvodnjo oljčnega olja, v katerem je bilo več kot sto velikih stiskalnic. Središče je najbolj popolno do zdaj odkrito staroveško središče za proizvodnjo oljčnega olja. Odkritje kaže, da je bila Filisteja velik proizvajalec oljčnega olja ne samo zase, ampak tudi za druge dele Bližnjega vzhoda, vključno z Egiptom in Mezopotamijo.